# Taigaslätskinn
Taigaslätskinn (Leptosporomyces septentrionalis) är en svampart som först beskrevs av J. Erikss., och fick sitt nu gällande namn av Krieglst. 1991. Taigaslätskinn ingår i släktet Leptosporomyces och familjen Atheliaceae.  Arten är reproducerande i Sverige. Inga underarter finns listade i Catalogue of Life.